# The Old Guard
The Old Guard is een Amerikaanse actie-fantasyfilm uit 2020, geregisseerd door Gina Prince-Bythewood. De film is gebaseerd op de gelijknamige graphic novel uit 2017 van de schrijver Greg Rucka en tekenaar Leandro Fernández, uitgegeven door Image Comics.

## Verhaal
De oude garde, een huurling groep onsterfelijken wordt geleid door een vrouwelijke strijder genaamd Andy. De leden van de kleine groep leefden en vochten in verschillende historische tijdperken van de hedendaagse geschiedenis totdat elk individueel lid van hen zich na de dood realiseerde dat ze speciale krachten van zelfgenezing hadden. Andy, de oudste van de Onsterfelijken vocht duizenden jaren geleden als Andromache van Scythia. Joe en Nicky, die stierven tijdens een van de kruistochten, voegden zich bij haar en zijn niet alleen broers in wapens maar een paar geliefden voor vele eeuwen.
Sebastian genaamd Booker werd gedood in de strijd om Napoleon. Nadat een Taliban-leider de keel van de Amerikaanse soldaat Nile Freeman heeft doorgesneden tijdens de oorlog in Afghanistan, wordt ze de volgende dag uit de dood ontwaakt en volledig hersteld. Ze wordt toegelaten tot het team als het eerste nieuwe lid van de onsterfelijke in 200 jaar. Wanneer het team wordt gerekruteerd voor een noodmissie in Zuid-Soedan, wil Andy opnieuw vechten met de enige andere mensen die op hen lijken, omdat deze gemeenschap de onsterfelijken door de eeuwen heen tot een familie heeft samengesmolten.
De jonge miljardair en farmaceutische ondernemer Merrick heeft geen enkele moeite om geheim van onsterfelijkheid te achterhalen en heeft Andy en haar groep opgespoord en Joe en Nicky ontvoerd. Nu moeten Andy en het nieuw teamlid Nile al het mogelijke doen om te voorkomen dat hun macht wordt gerepliceerd om geld te verdienen.

## Rolverdeling
| Acteur               | Personage |
| -------------------- | --------- |
| Charlize Theron      | Andy      |
| KiKi Layne           | Nile      |
| Matthias Schoenaerts | Booker    |
| Marwan Kenzari       | Joe       |
| Luca Marinelli       | Nicky     |
| Chiwetel Ejiofor     | Copley    |
| Harry Melling        | Merrick   |
| Veronica Ngo         | Quynh     |

## Productie
De opnames vonden plaats in het voorjaar en de zomer van 2019 in Shepperton Studios in Surrey. Ook waren er opnames gemaakt op locaties in het Verenigd Koninkrijk en Marokko, die als decor dienden voor Afghanistan en Zuid-Soedan.
De filmmuziek werd gecomponeerd door Volker Bertelmann en Dustin O'Halloran. Het soundtrackalbum dat in totaal 24 nummers bevat, werd op 10 juli 2020 als muziekdownload uitgebracht door Lakeshore Records.
The Old Guard verscheen op 10 juli 2020 op Netflix.

## Ontvangst
Op Rotten Tomatoes werd de film beoordeeld met 82% goede reviews, gebaseerd op 172 beoordelingen. Op Metacritic werd de film ontvangen met een metascore van 70/100, gebaseerd op 42 critici.